# Unterkohlstätten
Unterkohlstätten (mađarski: Alsószénégetö) je općina u kotaru Borta u Gradišću, Austrija. 